# Saezuru Tori wa Habatakanai
Saezuru Tori wa Habatakanai (囀る鳥は羽ばたかない Pájaro que trina no vuela?) es una serie de manga escrita e ilustrada por Kou Yoneda. Comenzó a serializarse en las revistas HertZ e ihr HertZ desde marzo de 2008. En 2016 fue publicada en español por Ediciones Tomodomo. Una película de animación producida por Blue Lynx y el estudio GRIZZLY, se estrenó con fecha 15 de febrero de 2020. En marzo de 2021 se estrenó un OVA que adapta un capítulo del manga Don't Stay Gold. Una segunda película esta por confirmarse.

## Argumento
La historia gira en torno a la relación entre Chikara Dômeki, un expolicía que acaba de salir de prisión, y el líder yakuza Yashiro, de tendencias lascivas y masoquistas, pero gran habilidad para hacer dinero. Una vez que el primero empieza a trabajar como su guardaespaldas, Yashiro se interesa románticamente por él, y Dômeki, aun siéndole sumamente leal, no parece corresponderle.

## Personajes
Yashiro (矢代?)
Es un jefe yakuza de rango secundario. Es una persona aparentemente alegre y exigente, pero en secreto es un sadomasoquista que fue abusado sexualmente cuando era joven. Nunca ha tenido lazos emocionales con otras personas. Al terminar la preparatoria se convierte en líder yakuza. Cuando conoce a su nuevo subordinado, un guardaespaldas atractivo, siente una extraña atracción hacia él.
Chikara Dōmeki (百目鬼?)
Es un guardaespaldas al servicio de Yashiro, el jefe yakuza de Shinseikai. Es un joven alto y atractivo que trabajaba como policía y dejó el empleo por golpear a su padre. A pesar de su atractivo, difícilmente muestra emociones y sufre de impotencia sexual. Al conocer el secreto de Yashiro, accede sin dudas a servir los caprichos del jefe.
Kuga
Un joven que siempre se mete en problemas y cuya vida está llena de peleas. Es conocido por su apariencia aterradora y es muy fuerte en las luchas entre pandilleros. Además, le gusta burlarse de los demás.
Kageyama (影山?)
Un doctor amigo de Yashiro desde que eran niños. Desde joven sigue el negocio familiar y se dedica a ser médico. Durante su juventud ayudaba a Yashiro cuando este estaba herido por alguna pelea. Es de los pocos que conoce el secreto de Yashiro.
Ryūzaki (竜崎?)
Es el jefe yakuza del grupo Matsubara.
Misumi
Es el jefe superior de Yashiro, uno de sus amantes y su mentor. Yashiro lo ve como un hermano. A pesar de ser de diferentes rangos, Misumi sigue haciendo favores a su amigo.
Nanahara (七原?)
Un subordinado de Yashiro.

## Media

### Manga
La serie de manga escrita e ilustrada por Kou Yoneda comenzó a publicarse desde marzo de 2008 en la revista HertZ; se publicó en idioma inglés por la editorial Digital Manga Publishing en septiembre de 2014 y en español por Ediciones Tomodomo desde el año 2016. La serie ganó el Premio Sugoi Japan de 2016, por lo que se convirtió en el primer manga yaoi en lograr el galardón. Una serie de audio drama basada en el manga fue producida por Frontier Works,  Tarusuke Shingaki y Wataru Hatano son las voces de Yashiro y Dōmeki respectivamente. Son en total 5 audio dramas publicados entre octubre de 2013 y febrero de 2018.

#### Lista de volúmenes
| N.º | Título      | Fecha de lanzamiento     | ISBN original       |
| --- | ----------- | ------------------------ | ------------------- |
| 1   | «Volumen 1» | 30 de enero de 2013      | ISBN 978-4813030133 |
| 2   | «Volumen 2» | 1 de noviembre de 2013   | ISBN 978-4813030348 |
| 3   | «Volumen 3» | 1 de junio de 2015       | ISBN 978-4813030805 |
| 4   | «Volumen 4» | 30 de septiembre de 2016 | ISBN 978-4813031277 |
| 5   | «Volumen 5» | 30 de noviembre de 2017  | ISBN 978-4813031680 |
| 6   | «Volumen 6» | 1 de mayo de 2019        | ISBN 978-4813032205 |

### Película animada
Una película de animación fue anunciada en abril de 2019, titulada Saezuru Tori wa Habatakanai – The Clouds Gather, no cuenta con una fecha definida de estreno dentro de 2019. El sello Blue Lynx produjo la película, mientras que el estudio GRIZZLY se encargó de la animación. Kaori Makita dirigió la cinta y Hiroshi Seko escribió el guion.
La banda H ZETTRIO compuso la música.
El 15 de febrero de 2020 se anunció un OVA que adapta Don't Stay Gold. El DVD se empaquetó con una edición especial del séptimo volumen de la serie de manga. El OVA se estrenó el 1 de marzo de 2021.